# Wu Zhen
Advertiment: Wuzhen (xinès,乌镇) és una antigua població xinesa (Tongxiang)

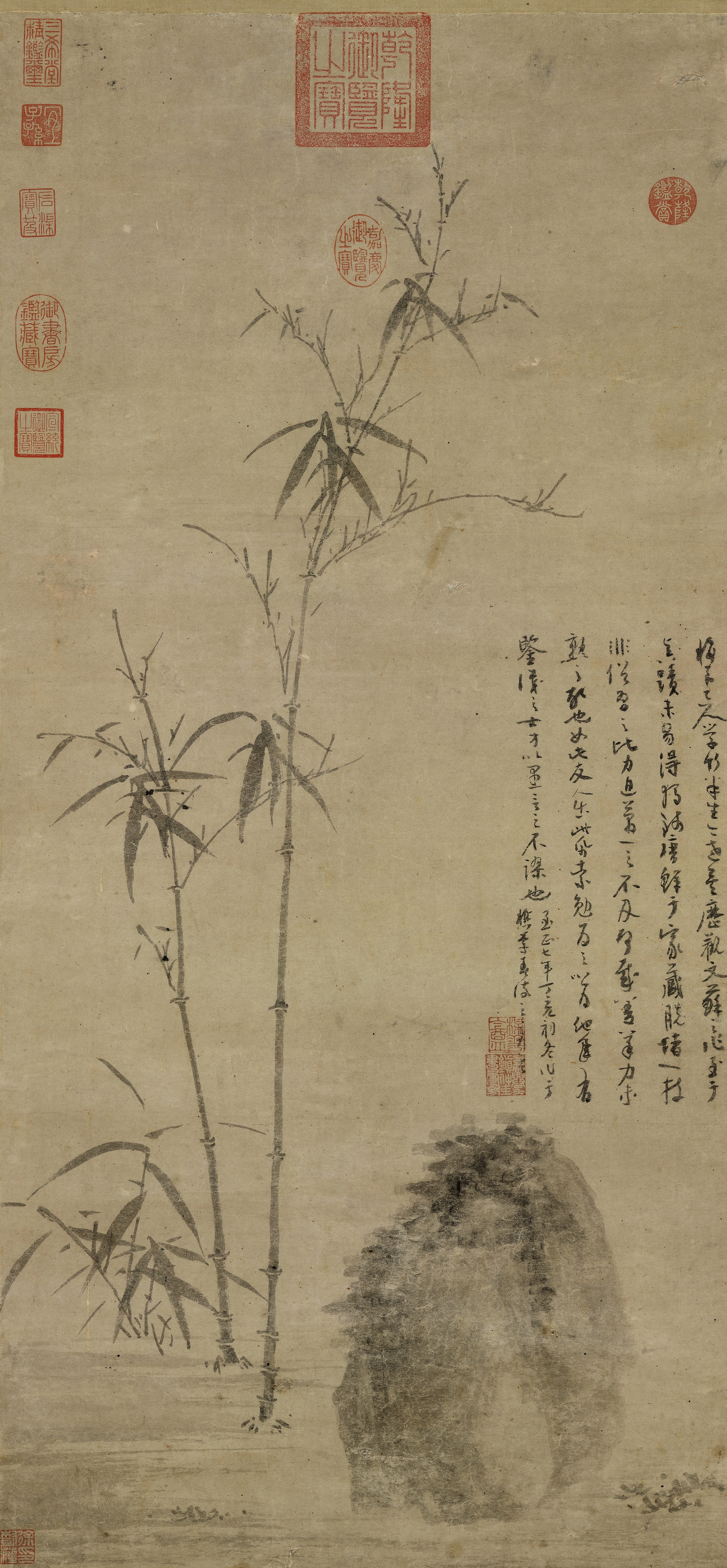

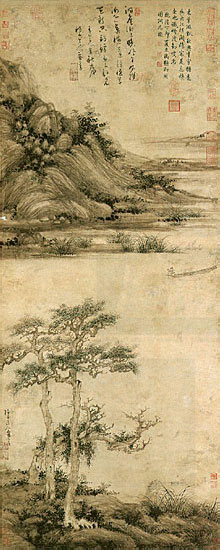
Wu Zhen, Ermità pescador al llac Dongting

Wu Zhen (xinès simplificat: 吴镇; xinès tradicional: 吳鎮; pinyin: Wú Zhèn), amb el sobrenom del taoista de la flor de presseguer, fou un pintor, cal·lígraf i astròleg sota la dinastia Yuan; nascut el 1280 a Jiaxing, província de Zhejiang i mort el 1354,
Pintor paisatgista de muntanyes i d'aigua (aquest tipus de paisatge es coneix amb el nom de shanshui). Cèlebre també per les seves pintures de pescadors i bambús. Influenciat per l'escola de Pintura Dong Yuan, insistia més en l'abstracció que en el naturalisme, seguint la tendència del seu temps. En les seves obres, es pot observar un intens esperit literari i una preocupació per la recerca de la bellesa interior. No era gaire partidari de limitar-se a la còpia de pintors anteriors. La seva tècnica es caracteritzava per pinzellades sobre un suport de paper fent servir la part més seca del pinzell. Es considera que la seva obra més important fou La muntanya Central, i fou molt famosa la seva pintura Pescadors. Forma part del col·lectiu els quatre mestres Yuan, amb Huang Gongwang, Ni Zan i Wang Meng.